# Ladies Compartment
Ladies Compartment er en dansk oplysningsfilm fra 2002, der er instrueret af Maria Andreasen og Martin Schade.

## Handling
I de indiske tog er der særlige kupeer, hvor mændene ikke må komme. Filmholdet møder tre unge kvinder i "Ladies Compartment", og får en tøsesnak om blottere, fødselsveer og mænd, der ikke tager opvasken.